# Elwertätsch
Der Elwertätsch ist ein 3208 m ü. M. hoher Berg in der Schweiz in den Berner Alpen.
Der Berg befindet sich auf der Grenze der Kantone Bern und Wallis und liegt auf halber Distanz zwischen Sackhorn und Birghorn südwestlich des Petersgrats. Auf der Südseite liegt der Tennbachgletscher, südöstlich der Tellingletscher und auf der Nordseite befinden sich kleinere Hängegletscher wie der Birggletscher; der Gipfel selbst ist eisfrei.
Der Elwertätsch kann im Sommer als einfache Hochtour bzw. Alpinwanderung oder im Winter als Skitour (WS) begangen werden. Es befinden sich am und auf dem Berg weder touristische Einrichtungen noch Schutzhütten.